# Крылов, Пётр Никифорович
Пётр Никифорович Крылов (? — после февраля 1764) — коллежский асессор, который в 1758—1760 годах вёл следствие в Иркутске о злоупотреблениях при торговле вином (водкой) и при этом сам занимался вымогательством и другими беззакониями, фактически захватив власть в городе.

## Дело Крылова
В 1756 году обер-прокурор Сената А. И. Глебов заключил договор с Сибирским приказом на поставку вина в Иркутской провинции. Затем он добился того, что питейные сборы в Иркутской губернии сданы были в откуп, влиянием своим устранил всяких конкурентов, явился единственным соискателем откупа и получил его на 7 лет с 28 ноября 1758 года. Уже в 1756 году поверенный Глебова Яков Евреинов явился в Иркутск и потребовал, чтобы все винные заводы были сданы его доверителю, ссылаясь на указ 19 сентября 1755 года, который запрещал винокурение кому-либо, кроме дворян, а в Иркутской провинции заводами владели только купцы, так как состоятельных дворян там вовсе не было. Но местный магистрат и вице-губернатор Иван (Израиль) Петрович Вульф не исполнили требования Евреинова и вице-губернатор представил об этом Сенату, как о недоразумении, ссылаясь на оговорку, сделанную в том же указе 19 сентября 1755 года, о том, что в отдаленных местах, где заводы уже отданы лицам других сословий, прежние владельцы могут их сохранить. Тогда Глебов представил Сенату, что в Иркутске происходят большие злоупотребления по винной продаже. 13 января 1758 года из сенатской конторы в Иркутск отправлен был следователем Крылов, с указом, который требовал от всех местных властей всякого содействия этому следователю.
Крылов прибыл в Иркутск 8 июля 1758 года, с секретарём, двумя канцеляристами и четырьмя писцами. Он с почётом был встречен местными властями; купцы поднесли ему различные подарки, он их принял; затем приехавший перезнакомился со всем городом и в глазах всех явился весьма приветливым, простым по тогдашним понятиям, и вполне порядочным человеком. Винокурение и продажа вина продолжались прежним порядком. Так прошло около полугода, когда, наконец, Крылов проявил себя с совершенно другой стороны. 
Началось с того, что Крылов сам послал купить бочку вина на одном из соседних винокуренных заводов и, когда её везли в Иркутск, арестовал ее и начал следствие о незаконной продаже вина. Он приказал собрать и опечатать все дела магистрата о питейных сборах с 1728 года по 1758 год; затем он предъявил какие-то им самим составленные ведомости о том, сколько должно было поступить денег в казну, объявил, что открыл огромные — свыше 800000 руб. — хищения казенных денег и велел арестовать весь магистрат, а затем всех членов его заковал в цепи, председателя же, кроме того, бросил в тюрьму. Затем он стал допрашивать купцов, членов магистрата и граждан, требуя признаний в хищениях; при этом он собственноручно бил по щекам не признававшихся, нескольких купцов подвергал неоднократно сечению плетьми и пытке, от которых через четыре месяца умер богатейший купец Иркутска Иван Степанович Бичевин. Крылов как-то оставил Бичевина висящим на дыбе на три часа, после чего тот дал согласие выплатить Крылову 15 тысяч рублей. Бичевина сняли с дыбы и отвезли домой, куда вскоре явился Крылов и добился ещё такой же суммы. После этого Бичевин умер. Такими методами Крылов получил с 120 человек 155295 руб. (по другим данным, он получил с иркутского купечества более 300 тысяч рублей).
В сентябре 1759 года Крылов заставил иркутских купцов отправить в Петербург бумагу, в которой они сознавались в разных злоупотреблениях по винной торговле. Несколько попыток отослать в Петербург истинное описание происходившего в Иркутске, не удались, так как Крылов успевал перехватывать доносы. Местная администрация, представленная вице-губернатором Вульфом, молчала; однажды Вульф попробовал удержать Крылова, но тот ответил ему, что прислан Сенатом и местной администрации не подчинен; Вульф отправил доношение на имя императрицы Елизаветы Петровны, но доношение до императрицы не дошло, а Вульф получил от Сената замечание за обращение непосредственно к императрице. Затем дошло до того, что, поссорившись с Вульфом, Крылов поместил его под домашний арест и объявил, что принимает на себя управление провинцией.
П. И. Пежемский писал: «Сумма регистра, насчитанная на купечество, написанная самим Крыловым и большей частию уже собранная, простиралась до 155000 рублей, хранившихся в его квартире, в сундуке с крепким караулом. При насильственном сборе денег у многих всё имущество было продано и расхищено, в чём и сам Крылов участвовал. Так, он отнял у Бичевина жемчуг, серебро и разные драгоценности и вещами этими дарил своих любовниц. В продолжении производившихся пыток над гражданами купец Алексей Сибиряков (меньший), устрашась жестокостей Крылова, оставил жену и детей, уехал никому не сказавшись, из города, неизвестно куда. Крылов узнал об этом, вообразив, что Сибиряков уехал в Петербург с жалобою на него, призвал жену его и брата, первую посадил в железа, а второго мучил, допытываясь, где скрывается или куда отправился брат его. Сам ходил в дом его, везде обыскивали не нашёл, отправил за ним погоню до Верхотурья и посланцы не нашли его, возвратились без Сибирякова. Во всё это время Крылов жил в доме купца Мясникова, распоряжался в нём как хозяин; за содержание себя и всей своей многочисленной дворни Крылов ничего не платил и, вдобавок, развратом и гнусностью своих поступков доводил семейство своего хозяина до отчаяния и выжил напоследок из дома. Мать хозяина, старушку около шестидесяти лет, склонял неоднократно угрозами и побоями к прелюбодеянию с ним; жену его теми же способами соблазнял, бил её собственными руками и принуждал мужа наказывать её за несогласие на его желания. Принуждал хозяйку дома мыть обе ноги, исправлять постель и т. п. и не стыдился при свидетелях, часто лёжа в постели с любовницею, давать разные приказания своим подчинённым».
Жители Иркутска искали защиты от Крылова у епископа Иркутского Софрония (Кристалевского), но Крылов не хотел и слышать его увещеваний. Тогда горожане попросили епископа, чтобы он послал императрице донесение о действиях Крылова. Софроний написал прежде всего о том, что Крылов повелел изменить герб на городовой башне: теперь вместо святого Георгия на груди двуглавого орла была доска с надписью «году 1760 месяца сентября бытности в Иркутску начальника коллежского асессора Крылова» с дворянской короной и лаврами. Кроме того Софроний писал о том, что Крылов «организовал» коллективное письмо жителей Иркутска с просьбой назначить его вице-губернатором вместо Вульфа. С этим донесением в Петербург был послан сержант Конюхов. Он прибыл к митрополиту Санкт-Петербургскому, которого просил о немедленном донесении императрице. 
9 ноября 1760 года в Иркутск пришел указ из Сената от 20 сентября 1760 года, посланный с нарочным из Петербурга, об аресте Крылова. Но накануне был уже получен указ об этом же от губернатора Сибирской губернии, которого Вульф успел известить о поступке с ним Крылова. В ночь на 9 ноября Крылов был арестован Вульфом; при этом пришлось подготовить отряд из вооружённых солдат, чтобы сломить сопротивление, которого надо было ожидать от Крылова — он жил в Иркутске постоянно с сильной стражей, для которой собрал из разных городов Сибири отряд в 78 человек. Только благодаря смелости казака Андрея Подкорытова удалось взять Крылова без кровопролития; попытка его стрелять в арестовавших его была безуспешна. 
Крылов просидел под арестом в Иркутске почти целый год и, наконец, 20 ноября 1761 года был получен в Иркутске указ, чтобы Крылова отослать за караулом в Москву (по другим сведениям, 20 ноября 1760 года Крылов был под караулом отослан из Иркутска). 25 мая 1761 года императрица Елизавета предписала произвести строжайшее следствие по этому делу. Но, благодаря влиянию Глебова, следствие тянулось очень медленно. В самый день восшествия на престол Петра III Глебов был назначен генерал-прокурором; дело о Крылове, вероятно, заглохло бы. Но занявшая вскоре престол императрица Екатерина II повела это дело энергичнее. В личном присутствии своем в Сенате 4 ноября 1762 года она дала указ непременно покончить это дело согласно со справедливостью; в начале 1764 года Сенат представил свой доклад по этому делу. В именном указе, состоявшемся по поводу его, было выражено порицание всему прежнему составу Сената за явные неправильности, допущенные им в отношении к действиям Глебова и Крылова; Глебов был лишён должностей генерал-прокурора и генерал-кригс-комиссара и повелено впредь его к делам не определять; Крылов был признан достойным смертной казни, но взамен ее был приговорен к наказанию плетьми в Иркутске и к вечной каторге. 
Однако, по-видимому, к Крылову не было применено этого наказания; в иркутских летописях рассказывается, что судьба его не известна, но что его видал приезжий из Иркутска свободно разгуливающим по улицам Петербурга. Именем его еще в начале XIX века пугали детей.